# 明季北略
《明季北略》明末清初無錫人計六奇（1622年－？）著，共二十四卷，記錄萬曆二十三年（1595年）努爾哈赤崛起東北至崇禎十七年（1644年）吳三桂引清兵入關。分年記事，於崇禎一朝之事記載甚詳，李自成入北京後之事，幾乎是按日編排，该书关于明清战争多处与保存于沈阳故宫的皇太极档案吻合。

## 內容架構
《明季南略》與《北略》是同時期編寫的，二書資料來源廣泛，單是標明出處的史料就有《野乘》《野記》《遺聞》《國難錄》《史略》《甲乙史》《倖存錄》《無錫記》《無錫實錄》《江陰野史》《閩事紀略》《安龍紀事》《粵事記》等七十餘種。除收集大量的文獻資料外，作者還實地調查，察看當地遺蹟，以瞭解事實真相，採訪痕跡隨處可見，如「蘇人口述」、「難民口述」、「有自京中來者云」等。清代李慈銘列舉了《北略》舛誤之處，如《袁崇煥之通敵》《毛文龍之冤死》《李明睿之主南遷》《李國楨之殉節》《懿安皇后之不肯就死》《李自成有〈詠蟹〉七律》等，但又認為「大致詳核，可取者多」。

## 刊本
清代抄本由中華書局於1984年出版。